# شهدطوطیک مشک
شهدطوطیک مشک (نام علمی: Glossopsitta concinna) یک گونه شهد طوطی است که در حال حاضر تنها گونه از سردۀ Glossopsitta است.  در جنوب مرکزی/شرق استرالیا ساکن است. شهدطوطیک کوچک و شهدطوطیک تاج‌ارغوانی در گذشته در این سرده قرار داشتند. شهدطوطیک مشک نخستین بار توسط جورج شاو پرنده‌شناس در سال 1790 به عنوان Psittacus concinnus ، از مجموعه‌ای در کنار بندرگاه سیدنی در منطقه کنونی سیدنی توصیف شد. جان لاثام آن را به عنوان Psittacus australis توصیف کرد. لقب خاص آن Concinna از واژۀ لاتین به معنی "برازنده" است.  نام‌های رایج دیگر عبارتند از شهدطوطیک گوش‌سرخ، و شهدطوطیک سبز و در گذشته اصطلاح محلی بومی سیدنی کولیچ بود.  نام تره سبز و شاه طوطی در گذشته به اشتباه برای این گونه به کار می‌رفت.
شهدطوطیک مشک یکی از چندین جانوری هستند که دارای انعطاف‌پذیری است که در شهرنشینی سریع زنده می‌ماند و رشد می‌کند.  در طول 30 سال گذشته، گله‌های شهدطوطیک مشک شهرهای استرالیا مانند ملبورن و سیدنی را پذیرفته‌اند.